# 태국 농업협동조합부
농업협동조합부(태국어: กระทรวงเกษตรและสหกรณ์, 영어: Ministry of Agriculture and Cooperatives (Thailand), 약칭:MOAC)는 태국 정부에 있는 정부부처이다. 이 부처는 14세기까지 그 존재를 추적하는 정부 내에서 가장 오래된 부처 중 하나이다. 농식품부는 농업정책, 임업, 수자원, 관개, 농업인의 진흥 및 개발, 농산물 등 협력체계의 관리를 담당한다. 태국은 농업 전통이 강한 농업국이기 때문에, 산업부, 자원부는 정부에서 가장 중요한 부처 중 하나이다. 농림부는 농림부 장관으로 구성되어 있다. 현재의 장관은 2016년 11월에 취임한 채차이 사리쿨야 장군이다.

## 역사
아유타야 왕국 시대에 왕의 4개 부처 중 하나가 "크롬마 나"(กรมนา, Kromma Na) 또는 농무부였다. 1350년에 만들어진 농식품부는 쌀, 다른 농작물, 가축을 둘러싼 분쟁의 예방과 해결을 담당했다. 결국 문무성은 왕으로부터 토지개혁, 관개, 가축 관리, 왕실의 곡식을 위한 깨진 쌀알 수집, 왕의 토지 소유권 관리, 토지 소유권 분쟁 해결, 그리고 지방 도시로의 장교 임명 등의 권한을 더 많이 얻었다.
라따나꼬신 왕국과 그 후기에는 여러 차례 부처 이름이 바뀌었다. 1892년 이름은 "Ministry of Kasetpanichakarn"로, 1898년에는 "Ministry of Kasettrathikarn"으로, 1932년에는 "Ministry of Kasetpanichayakarn"으로, 1935년에는 "Ministry of Kasettrathikarn"으로, 1952년에는 "Ministry of Agriculture"으로, 1952년에는 "농민"으로 개칭되었다. 1972년 "농업협동조합부"로 개칭되어 현재까지 이어가고 있다.

## 비판
농업협동조합부는 무엇보다도 "농업협동조합부는...농업 대기업과 농업 관리들이 그들의 판매원들을 대변할 수 있는 대변자가 되다." 그 비판은 태국이 농약품을 무분별하게 사용한 것에서 비롯된다. 세계은행에 따르면, 태국은 경작 가능한 땅이 세계 48위에 불과하지만, 세계 5위의 농약 사용자라고 한다. 서양에서는 태국에서 사용되는 약 70개의 살충제가 금지되어 있다.
태국 정부의 '제17차 국가경제사회발전계획(2012-1016)'에 따르면 태국은 농업에 화학물질을 적용한 세계 1위다. 보고서는 농업과 산업 분야에서의 화학 물질 사용은 증가하고 있는 반면 통제 메커니즘은 효과적이지 않아 태국은 농업 분야에서 등록된 화학 물질 사용에서 세계 1위를 차지한다고 밝혔다.:111

## 부서

### 행정부
- 장관실
- 농업협동조합총무처
  - 카세트라드히칸 연구소
  - 로열 레인메이킹과 농업항공과

### 종속 부서
- 농업연장부
- 농지개혁사무소
- 농업부
- 고무연구소
- 농산물품질관리국
- 농업경제국
- 공동감사부
- 협동추진부
- 수산부
- 토지개발부
- 축산업개발부
- 왕립 관공서
- 쌀 부
- 왕비 시리킷 세리아과[6]

## 국영 기업
- 태국의 낙농진흥기구
- 어류마케팅기구
- 농민 마케팅 기구
- 태국의 고무공사
- 고무재충전지원금 사무국

## 공공 기관
- 농업연구개발원(공공기관)
- 고지대연구개발연구원(공공기관)
- 황금연휴농업박물관(공공기관)[6]

## 같이 보기
- 태국 내각
- 태국 정부
- 태국 정부부처